# Ң (слово ћирилице)
Ң ң (Ң ң; искошено: Ң ң) је слово ћириличног писма.  Зове се Н са силазницом. Његов облик је изведен од ћириличног слова Н (Н н) додавањем силазнице на десну ногу.
Обично представља веларни носни звук /ŋ/, као што је изговор ⟨нг⟩ у „пинг понг“
Ћирилично слово Ң је романизовано као ⟨нг⟩ или ⟨н⟩.

## Коришћење
Ћириличко слово Ң се користило или се и даље користи у следећим азбукама:
| Језик              | Име слова |
| ------------------ | --------- |
| Башкирски језик    | эң (eñ)   |
| Дунгански језик    | ың (eng)  |
| Калмички језик     | аң (añ)   |
| Каракалпачки језик | эң (en')  |
| Казашком језик     | эң (éñ)   |
| Хакаски језик      | эң/ың     |
| Киргишки језик     | ың        |
| Шорски језик       | эң        |
| Татарски језик     | эң (eñ)   |
| Туркменски језик   | эң (eň)   |
| Тувански језик     | эң        |
| Ујгурски језик     | әң (eng)  |

## Рачунарски кодови
| Знак                      | Ң                                         | Ң                                         | ң                                       | ң                                       |
| ------------------------- | ----------------------------------------- | ----------------------------------------- | --------------------------------------- | --------------------------------------- |
| Назив у Уникоду           | CYRILLIC CAPITAL LETTER EN WITH DESCENDER | CYRILLIC CAPITAL LETTER EN WITH DESCENDER | CYRILLIC SMALL LETTER EN WITH DESCENDER | CYRILLIC SMALL LETTER EN WITH DESCENDER |
| Врста кодирања            | децимална                                 | хексадецимална                            | децимална                               | хексадецимална                          |
| Уникод                    | 1186                                      | U+04A2                                    | 1187                                    | U+04A3                                  |
| UTF-8                     | 210 162                                   | D2 A2                                     | 210 163                                 | D2 A3                                   |
| Нумеричка референца знака | &#1186;                                   | &#x4A2;                                   | &#1187;                                 | &#x4A3;                                 |

## Слична слова
Ҥ ҥ : Ћириличко слово Нг
Н н : Ћириличко слово Н
Ŋ ŋ : Латиничко слово Нг
N n : Латиничко слово Н